# Nambudripad's Allergy Elimination Techniques
 (janvier 2022).
La mise en forme du texte ne suit pas les recommandations de Wikipédia : il faut le « wikifier ».
Les points d'amélioration suivants sont les cas les plus fréquents. Le détail des points à revoir est peut-être précisé sur la page de discussion.
- Les titres sont pré-formatés par le logiciel. Ils ne sont ni en capitales, ni en gras.
- Le texte ne doit pas être écrit en capitales (les noms de famille non plus), ni en gras, ni en italique, ni en « petit »…
- Le gras n'est utilisé que pour surligner le titre de l'article dans l'introduction, une seule fois.
- L'italique est rarement utilisé : mots en langue étrangère, titres d'œuvres, noms de bateaux, etc.
- Les citations ne sont pas en italique mais en corps de texte normal. Elles sont entourées par des guillemets français : « et ».
- Les listes à puces sont à éviter, des paragraphes rédigés étant largement préférés. Les tableaux sont à réserver à la présentation de données structurées (résultats, etc.).
- Les appels de note de bas de page (petits chiffres en exposant, introduits par l'outil «  Source ») sont à placer entre la fin de phrase et le point final[comme ça].
- Les liens internes (vers d'autres articles de Wikipédia) sont à choisir avec parcimonie. Créez des liens vers des articles approfondissant le sujet. Les termes génériques sans rapport avec le sujet sont à éviter, ainsi que les répétitions de liens vers un même terme.
- Les liens externes sont à placer uniquement dans une section « Liens externes », à la fin de l'article. Ces liens sont à choisir avec parcimonie suivant les règles définies. Si un lien sert de source à l'article, son insertion dans le texte est à faire par les notes de bas de page.
- La présentation des références doit suivre les conventions bibliographiques. Il est recommandé d'utiliser les modèles {{Ouvrage}}, {{Chapitre}}, {{Article}}, {{Lien web}} et/ou {{Bibliographie}}. Le mode d'édition visuel peut mettre en forme automatiquement les références.
- Insérer une infobox (cadre d'informations à droite) n'est pas obligatoire pour parachever la mise en page.

Pour une aide détaillée, merci de consulter Aide:Wikification.
Si vous pensez que ces points ont été résolus, vous pouvez retirer ce bandeau et améliorer la mise en forme d'un autre article.
NAET (pour techniques d'élimination des allergies de Nambudripad) est une forme de médecine alternative qui, selon ses partisans, peut traiter les allergies et les troubles connexes. NAET a été créé en 1983 par Devi Nambudripad, un chiropraticien et acupunctrice, basé en Californie, en s'appuyant sur une combinaison de kinésiologie appliquée, d'acupuncture, d'acupression, de gestion nutritionnelle, et de méthodes chiropratiques,,.
La recherche médicale ne trouve aucune preuve à l'appui de l'efficacité de cette approche. Les partisans de NAET admettent que la science conventionnelle n'a pas montré de preuves crédibles de l'efficacité de cette méthode,,.

## Origines
Devi Nambudripad était étudiante en chiropratique et acupunctrice au moment où elle a développé NAET. Tout en éprouvant une réaction allergique aux carottes, elle a tenté de surmonter la réaction grâce à un traitement auto-administré d'acupuncture. Lors de son traitement, un reste de carotte était sur sa peau, et Nambudripad en a conclu que la présence d'une infime quantité de carotte pendant le traitement d'acupuncture était la clé du traitement; et a ensuite formulé une hypothèse selon laquelle le contact avec une petite quantité d'un allergène lors d'une séance d'acupuncture ou d'acupression peut aide à l'élimination des réactions allergiques aux aliments et à d'autres substances.
NAET est promu par la Nambudripad's Allergy Research Foundation (NARF) qui publie également son propre journal appelé The Journal of NAET, Energetics & Complementary Medicine. 
Devi Nambudripad est autorisée dans la pratique de la chiropratique  et l'acupuncture en Californie. Elle s'identifie également comme médecin et son site internet personnel indique qu'elle a obtenu son doctorat en médecine de l' Université des sciences de la santé d'Antigua (UHSA) en janvier 2002. Toutefois le California Medical Board ne répertorie pas de licence active et ne reconnaît pas les diplômes de médecine de l' UHSA comme valides, le répertoriant comme une école «désapprouvée» depuis 1995,,.

## Variations Européennes
En Europe et en France notamment, des variantes de NAET , comme Allergy-Free ou encore Total-Reset, ont été créées par d'anciens praticiens ou représentant européen de cette médecine alternative, et semblent prendre le pas sur le concept initial au regard du nombre de praticiens.

## Technique
Nambudripad affirme que le système nerveux central et les systèmes sensoriels ont la capacité de détecter les "signatures électromagnétiques" de toutes les molécules, le système nerveux central réagissant ou non à une substance particulière. La réaction à une substance est nommée "sensibilité". En médecine, la réaction peut être si forte qu'on la détermine alors comme une allergie.
Pour NAET, une telle réaction se manifeste comme une perturbation énergétique ou un blocage dans le flux de la force vitale qi le long des méridiens. En opposition avec la compréhension occidentale conventionnelle des allergies, Nambudripad caractérise une allergie comme une condition causée par ces "champs électromagnétiques répulsifs entre un individu et l'objet (allergène)". Les allergènes peuvent provenir d'une grande variété de substances, ainsi que de notions plus abstraites telles que les émotions et les couleurs. Nambudripad affirme que les effets cumulatifs de ces perturbations énergétiques donnent lieu à une variété de troubles, suggérant que "95% des affections humaines résultent d'une sorte d'allergie". NAET propose que ces allergies puissent être éliminées en traitant les blocages énergétiques grâce à l'utilisation de l'acupuncture ou de l'acupression. Certaines de ces idées et de ces concepts sont empruntés à la médecine chinoise.
Les praticiens NAET utilisent une forme de kinésiologie appliquée appelée test de sensibilité neuromusculaire (NST ou NST-NAET) pour diagnostiquer les allergies en comparant la force d'un muscle en présence et en l'absence d'un allergène suspecté. Les praticiens chercheront alors à éliminer les blocages énergétiques en demandant au patient de tenir une bouteille en verre contenant l'allergène pendant que des techniques d'acupression ou d'acupuncture sont employées. Après le traitement, les patients se reposent 20 minutes tout en continuant à tenir le pot contenant l'allergène, après quoi le patient sera à nouveau testé pour une réaction de sensibilité à l'aide du test de force musculaire. Si le praticien NAET détermine que la sensibilité a disparu, il est conseillé au patient d'éviter la substance pendant les 25 heures suivantes ou plus. Les patients sont invités à revenir pour un nouveau test avec NAET entre 25 heures et 7 jours après le traitement,.

## Preuves
Plusieurs revues des preuves disponibles pour diverses techniques alternatives de diagnostic des allergies ont déterminé que la kinésiologie appliquée, la principale technique de diagnostic dans NAET, est inefficace pour diagnostiquer les allergies et déconseille son utilisation,,,,,,,. Diverses associations médicales déconseillent également son utilisation, notamment l' Académie européenne d'allergologie et d'immunologie clinique, le National Institute for Health and Clinical Excellence,, l' American Academy of Allergy, Asthma and Immunology, l'Institut national des allergies et des maladies infectieuses, l'Australasian Society of Clinical Immunology and Allergy, et l'Allergy Society of South Africa.
Deux articles de revue médicale concluent que "NAET doit être le traitement antiallergique le moins fondé proposé à ce jour"  et qu'"il n'y a pas eu d'études soutenant l'utilisation de ces techniques". L'examen de Teuber et Porch-Curren met en garde qu '"il existe un risque de réaction anaphylactique si un patient souffrant d'allergies alimentaires graves recherche une telle thérapie et se teste par provocation orale hors du cabinet d'un médecin après avoir terminé avec succès les séances NAET". L'Australasian Society of Clinical Immunology and Allergy a déconseillé d'utiliser NAET pour traiter les allergies, critiquant son "manque de justification scientifique" et le décrivant comme une "technique potentiellement dangereuse",.
Dans une évaluation critique de NAET, Stephen Barrett, psychiatre américain et administrateur de Quackwatch.org (site américain de lutte contre les fraudes médicales) écrit : NAET est en contradiction avec les concepts d'anatomie, de physiologie, de pathologie, de physique et d'allergie acceptés par la communauté scientifique. L'histoire de sa "découverte" est hautement invraisemblable. Son approche diagnostique de base - les tests musculaires pour les "allergies" - est insensée et il est pratiquement certain qu'elle diagnostique des problèmes inexistants. Ses recommandations de restrictions alimentaires fondées sur des allergies alimentaires inexistantes sont susceptibles d'exposer le patient à un risque élevé de carence nutritionnelle et, dans le cas des enfants, à un risque de problèmes sociaux et de développement de troubles de l'alimentation.
En France et Europe, les variantes de NAET (Total-Reset et Allergy-Free) indiquent se baser sur différentes techniques inspirées de la médecine traditionnelle chinoise, ainsi que d'autres médecine alternative ou pseudo-sciences telles que la chiropratique ou la kinésiologie,, placée sous observation par la Mission interministérielle de vigilance et de lutte contre les dérives sectaires.